# Marcus Atilius Regulus (consul in 267 v.Chr.)

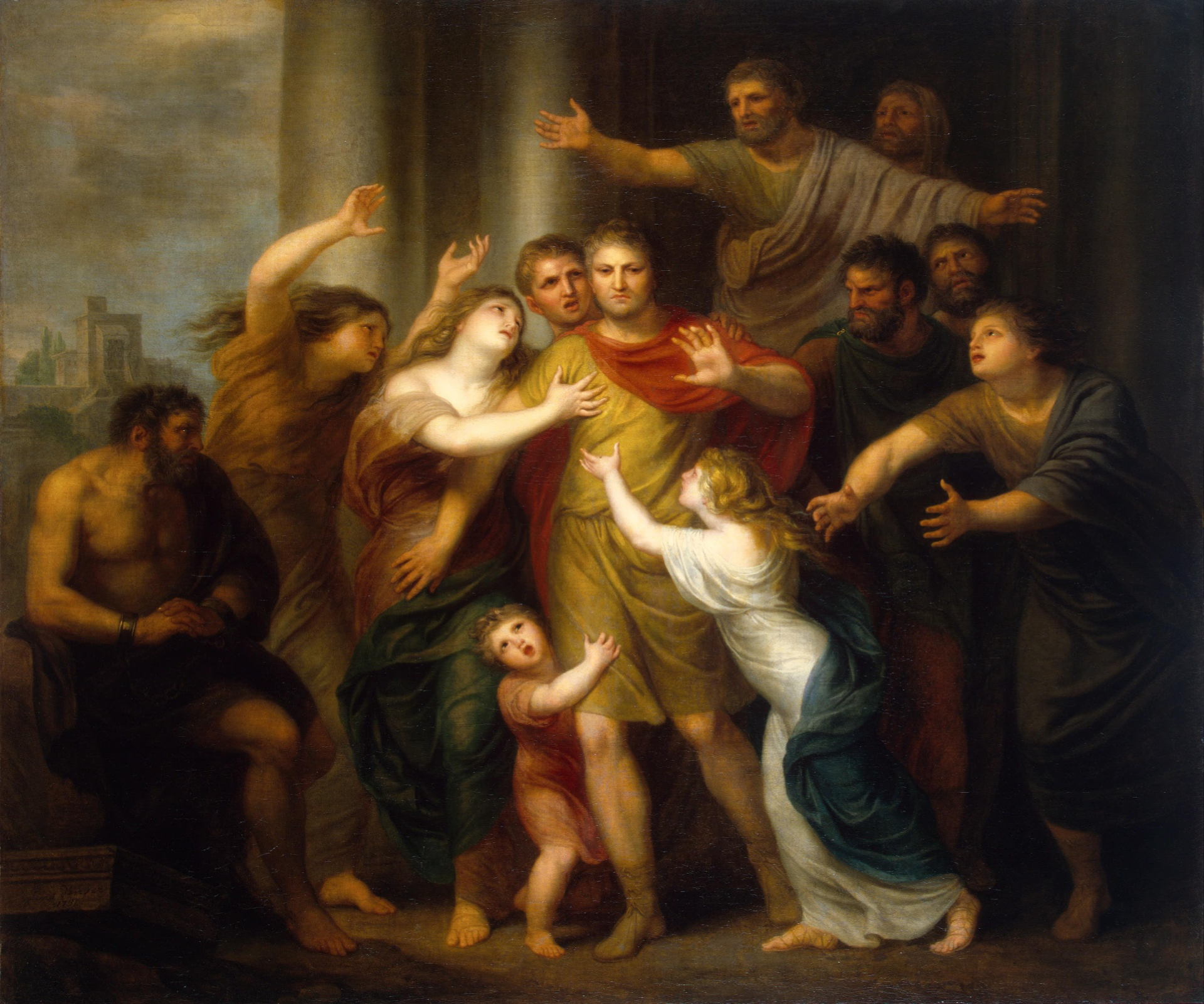
Marcus Atilius Regulus keert terug in Carthago.

Marcus Atilius Regulus was een Romeins staatsman en militair.
Hij was consul in 267 en 256 v.Chr.. Tijdens zijn eerste consulaat onderwierp hij Brundisium en tijdens zijn tweede consulaat in 256, in de Eerste Punische Oorlog, won hij samen met zijn ambtgenoot Manlius de zeeslag bij Kaap Ecnomus (Sicilië). 
Gebruikmakend van dit succes wilde hij toen de Carthagers op eigen terrein aanvallen. Ondanks het protest van zijn manschappen voerde Regulus het bevel over een landingsexpeditie in Carthaags gebied. Weldra bleek ook dat de vrees van de Romeinse soldaten ongegrond was. Regulus liet zijn mannen dan ook ongehinderd plunderen en vernielen. Naar verluidt ging hij er prat op dat hij meer dan driehonderd dorpen heeft geplunderd. De ellende van de lokale bevolking werd nog vergroot doordat wilde stammen uit de woestijn, gebruikmakend van de zwakheid van de Carthagers, ook het kustland binnenvielen om te plunderen. De lokale bevolking vluchtte massaal naar Carthago om er bescherming te zoeken, totdat de stad zo overbevolkt raakte dat er nauwelijks nog voedsel te vinden was.
Ten einde raad zond de Carthaagse overheid vredesgezanten naar Regulus, die echter onmenselijk hoge eisen stelde. Toen zocht Carthago zijn toevlucht tot Griekse huursoldaten onder het bevel van de ervaren Spartaanse officier Xanthippus. Deze wist het geschokte zelfvertrouwen van Carthago te herstellen. Het duurde dan ook niet lang of de Romeinen werden verpletterend verslagen. Slechts 2000 Romeinse soldaten overleefden de slachting. Regulus zelf werd gevangengenomen en bracht vier jaar in gevangenschap door te Carthago. Intussen werd de oorlog voortgezet op Sicilië, dat uiteindelijk geheel in handen van de Romeinen viel.
Volgens de Romeinse overlevering zonden de Carthagers Regulus toen op zijn erewoord naar Rome om over uitwisseling van gevangenen en over vredesvoorwaarden te onderhandelen. Hij bevestigde onder ede dat hij terug zou keren indien hij de senaat niet kon bewegen tot het sluiten van vrede. Maar eenmaal in Rome aangekomen adviseerde hij de senaat níét op deze voorstellen in te gaan, ook al wist hij dat hij daardoor in moeilijkheden zou komen. Trouw aan zijn gegeven woord keerde hij terug naar Carthago, waar hem een gruwelijke marteldood wachtte. Regulus werd te Rome als nationale held gevierd, en zijn moedige dood werd een nationaal epos. Er wordt ook verteld dat de Romeinse overheid, toen ze het lot van Regulus vernamen, twee voorname Carthaagse gijzelaars aan zijn weduwe en zonen gaven, zodat zij hun woede op hen konden koelen. 
De historische betrouwbaarheid van deze overlevering wordt tegenwoordig echter sterk in twijfel getrokken. De hele geschiedenis kan mogelijk vervalst zijn, om de folteringen van Carthaagse gevangenen in Rome te rechtvaardigen.